# Panfilo Di Cioccio
Panfilo Di Cioccio (Pratola Peligna, 6 aprile 1893 – ...) è stato un sindacalista, anarchico e antifascista italiano.

## Biografia
Si diploma presso la scuola tecnica di Sulmona il 19 gennaio 1914.
Partecipa alla Grande Guerra ricevendo la croce di guerra.
Durante gli anni del conflitto aderisce all'anarchismo. Si congeda il 5 maggio del 1919 e fa ritorno a Pratola Peligna. Immediatamente segnalato dalla PS fra «le persone pericolose per gli ordinamenti nazionali, da tenersi continuamente sorvegliato».
Attivo nell'elaborazione delle strategie d'azione e nella partecipazione diretta alle lotte in corso su questioni concomitanti sul piano nazionale e locale, quali il caroviveri, il pacifismo, l'antimilitarismo, le agitazioni contro l'invio dei soldati italiani in Albania, l'emancipazione morale e materiale del proletariato, le libertà e i diritti sindacali, la costituzione dei gruppi del Fronte unico rivoluzionario.
Milita nella locale sezione della Lega Proletaria con gli anarchici Luigi Meta, Luigi Breda, Francesco Di Pietro e il comunista Francesco Pizzoferrato. Con questi contribuisce alla costituzione del locale gruppo anarchico.
Il gruppo è attivo agli inizi del 1921 nella campagna per la liberazione di Errico Malatesta e dei prigionieri politici.
Il 23 ottobre 1921, rappresentato da Luigi Meta e Francesco Di Pietro, il gruppo partecipa ai lavori del III convegno che la Federazione anarchica abruzzese tiene a Sulmona.
Sul finire del 1921, Di Cioccio è con altri militanti anarchici a Raiano, per l'inaugurazione della prima Casa del Popolo abruzzese, voluta e realizzata da Umberto Postiglione.
S'adopera al contempo per la ricostituzione della Lega dei contadini di Pratola Peligna. Ricopre per qualche mese il ruolo di dirigente della sezione della Lega Proletaria.
La PS continua a vigilarlo, perché pubblica «manifesti scritti in tono acceso e violento, esaltando le utopie comuniste e incitando la popolazione locale a lottare contro il fascismo».
Contribuisce all'organizzazione dello sciopero generale del primo agosto 1922 indetto dall'Alleanza del Lavoro.
Parte per gli USA. Torna a Pratola Peligna nel 1923. Con Francesco Pizzoferrato, Luigi Meta, Rocco Santacroce ed altri milita in organizzazioni clandestine armate antifasciste. Nella prima fase di quest'attività cospirativa conosce Ignazio Silone.
Rifiutando il tesseramento al Partito Nazionale Fascista viene licenziato dalla centrale elettrica di Anversa degli Abruzzi. Disoccupato, lascia di nuovo l'Italia per l'Eritrea e l'Etiopia.
Nell'immediato dopoguerra rifiuta l'incarico statale assegnatogli come antifascista.
Secondo un aneddoto scrive e pubblica un libro dal titolo Quelli che rimasero, dedicato a quelle persone che non scelsero la via dell'esilio durante gli anni del ventennio fascista.

## Fonti
- Edoardo Puglielli, Dizionario degli anarchici abruzzesi, CSL “Camillo Di Sciullo”, Chieti 2010
- Edoardo Puglielli, Il movimento anarchico abruzzese 1907-1957, Textus, L'Aquila 2010